# 鈴木保男
鈴木 保男（すずき やすお、1913年4月30日 - 2000年以前）は、神奈川県出身のサッカー選手、サッカー指導者。日本代表としてベルリンオリンピックに出場した。後に改姓して高島保男となった。

## 経歴
東京府立第八中学校 (現：東京都立小山台高等学校) を卒業後、早稲田大学に入学してア式蹴球部に入部した。堀江忠男や立原元夫らが同期に当たり、大学在学中の1934年5月に開催された第10回極東選手権競技大会のサッカー日本代表に選出され、5月15日のフィリピン代表戦で初出場した。
1936年に大学を卒業した。同年に開催されたベルリンオリンピックのサッカー日本代表メンバーに選出され、8月7日のイタリア代表戦に出場した。
現役引退後は高島産業で就業する傍ら、日本サッカー協会の技術指導委員などを歴任。1959年にムルデカ大会の日本代表のコーチ、1964年にムルデカ大会の日本代表チームの団長を務めた。また、1982年2月にはベルリン五輪日本代表であった金容植が監督を務めるハレルヤFCが来日した時のレセプションに出席した。
なお、詳細な没年は不明であるが、2000年8月時点で故人となっている。

## 所属クラブ
- 東京府立第八中学校 (現：東京都立小山台高等学校)
- 早稲田大学
- 早稲田大学WMW

## 代表歴

### 出場大会
- ベルリンオリンピック

### 試合数
- 国際Aマッチ 2試合 0得点(1934-1936)

| 日本代表 | 国際Aマッチ | 国際Aマッチ | その他 | その他 | 期間通算 | 期間通算 |
| 年       | 出場        | 得点        | 出場   | 得点   | 出場     | 得点     |
| -------- | ----------- | ----------- | ------ | ------ | -------- | -------- |
| 1934     | 1           | 0           | 0      | 0      | 1        | 0        |
| 1935     | 0           | 0           | 0      | 0      | 0        | 0        |
| 1936     | 1           | 0           | 4      | 0      | 5        | 0        |
| 通算     | 2           | 0           | 4      | 0      | 6        | 0        |

### 出場
| No. | 開催日         | 開催都市 | スタジアム | 対戦相手   | 結果 | 監督     | 大会         |
| --- | -------------- | -------- | ---------- | ---------- | ---- | -------- | ------------ |
| 1.  | 1934年05月15日 | マニラ   |            | フィリピン | ○4-3 | 竹腰重丸 | 極東選手権   |
| 2.  | 1936年08月07日 | ベルリン |            | イタリア   | ●0-8 | 鈴木重義 | オリンピック |